# جون بيرترام آدامز
السير جون بيرترام آدامز (بالإنجليزية: John Adams)‏ (24 مايو 1920 - 3 مارس 1984) هو فيزيائي تخصص في فيزياء المسرعات ورئيس إدارة بريطاني، سمّي أحد معاهد أبحاث فيزياء المسرعات الذي يضم باحثين من كلية رويال هولواي وجامعة أوكسفورد بمعهد جون آدامز لعلوم المسرعات تكريمًا له.